# Cagoule
La Cagoule, chiamata ufficialmente Organisation secrète d'action révolutionnaire nationale (OSARN - Organizzazione segreta d'azione rivoluzionaria nazionale), ma conosciuta come Comité secret d'action révolutionnaire (Comitato segreto d'azione rivoluzionaria) a seguito di un errore nel rapporto di un informatore, fu una organizzazione armata terroristica francese di estrema destra d'ispirazione fascista e anticomunista, che agì negli anni 1930 con lo scopo, tra gli altri, di rovesciare la Terza repubblica francese, ed ebbe come leader Eugène Deloncle. Il soprannome dispregiativo Cagoule (Cappuccio), con cui fu nota nella stampa francese, fu scelto dal giornalista Maurice Pujo.

## Durante la Terza repubblica
Fra coloro che diedero vita all'organizzazione si ricorda Eugène Schueller, fondatore del colosso francese dei cosmetici L'Oréal, tanto che le prime riunioni della Cagoule si tennero nel quartier generale dell'azienda. Inoltre, alcuni ex Cagoulards (come ad esempio Jacques Corrèze) vennero successivamente assunti come dirigenti della ditta fondata da Schueller. Altro importante attivista fu Joseph Darnand, che avrebbe in seguito fondato il Service d'ordre légionnaire (SOL), precursore della Milice française.
La Cagoule fu fondata nel 1935. I suoi uomini furono reclutati principalmente tra gli Orléanisti, insoddisfatti della mancanza di azione da parte dell'Action Française di Charles Maurras. La Cagoule intraprese diverse azioni mirate a destabilizzare la Repubblica, compreso l'assassinio di antifascisti italiani, i fratelli Rosselli, con l'appoggio del Servizio informazioni militare italiano. Il gruppo, organizzato su linee militari, si infiltrò in parti dell'esercito francese (in particolare allo scopo di ottenere armi), e preparò il rovesciamento del governo del Fronte Popolare. Vennero comunque a loro volta infiltrati dalla polizia, e nel novembre 1937, il Ministro dell'interno francese Marx Dormoy, denunciò il loro piano e ordinò degli arresti.

## Durante la seconda guerra mondiale
Allo scoppio della seconda guerra mondiale i Cagoulard si divisero. Alcuni entrarono in vari movimenti fascisti francesi: Schueller e Deloncle, tra tutti, fondarono il Movimento sociale rivoluzionario, che condusse varie attività pro-naziste nella Francia occupata, tra cui gli attentati a sette sinagoghe di Parigi nell'ottobre 1941. Altri, invece, furono membri importanti dello Stato francese di Philippe Pétain. Darnand fu il capo della Milice française, il gruppo paramilitare di Vichy che combatté la Resistenza francese e fece rispettare le politiche antisemitiche; prestò giuramento di fedeltà ad Adolf Hitler, ed ebbe un rango nelle Waffen SS.
Ciononostante, non mancò chi si schierò nel campo antitedesco, arruolandosi sia nei Maquis sia nella cosiddetta Francia Libera di Charles de Gaulle.